# Ставропольский колледж связи имени Героя Советского Союза В. А. Петрова
ГБПОУ Ставропольский колледж связи имени Героя Советского Союза В. А. Петрова — среднее специальное учебное заведение, находящееся в городе Ставрополь Ставропольского края. Основан в 1955 году. Его основатель и первый директор — Владимир Александрович Петров.

## История
Ставропольский электротехникум связи был основан в 1 января 1955 года постановлением Правительства СССР в Ставрополе, на проспекте Сталина (ныне Карла Маркса), 75, в здании бывшего почтамта. В то время электротехникум был единственным в Северокавказской географической зоне. Главным инициатором создания был начальник краевого управления связи Александр Михайлович Малахиев. Первым директором техникума был назначен Герой Советского Союза Владимир Александрович Петров. Эту должность он занимал 14 лет. Материально-техническая база нового учебного заведения создавалась с помощью Ставропольского краевого управления связи.
7 февраля 1955 года около 100 учащихся приступили к занятиям по двум специальностям: «Почтовая связь» и «Районная электросвязь и радиофикация». Бурное развитие средств связи страны требовало все большее и большее количество специалистов среднего звена. Первый набор учащихся состоял только из десятиклассников. Всего было подано — 500.
В 1957 году произошло открытие в электротехникуме заочного отделения. Возглавил это подразделение опытный педагог и организатор Борис Никитович Казимиров. После него за это дело взялся Евгений Васильевич Бондарчук, и при нём были открыты учебно-консультационные пункты в Пятигорске и Орджоникидзе (ныне Владикавказ).
В 1963 году был сделан ввод в эксплуатацию общежития на 450 мест, где второй, третий и частично первый этажи были переоборудованы под учебные классы, лаборатории и техническую библиотеку.
1969 год На смену В. А. Петрову приходит новый директор — Евгений Васильевич Бондарчук. Его заместителем по учебной работе становится Владимир Ильич Марушевский. В этот же год закладывается первый кирпич будущего здания учебного комплекса по ул. Черняховского, 3, в строительстве которого около 80 % работ выполнено силами учащихся, преподавателей и сотрудников техникума. И уже в сентябре 1971 года в праздничной обстановке распахнулись двери нового здания, в котором насчитывается 53 лабораторий, мастерских и кабинетов, а также актовый зал на 500 мест, библиотека с читальным залом, столовая на 60 мест.
Со временем в зданиях колледжа разместились медицинский пункт, стоматологический кабинет, парикмахерская и гостиница на 100 мест. Спортивная база колледжа связи. В распоряжении студентов (кроме открытых игровых площадок) большая спортивная арена, тренажерный и гимнастический залы, спортивный тир-манеж, а для спортсменов — оздоровительный центр. Весь спортивный комплекс оснащен спортивным оборудованием.
1989 год. Трудовой коллектив техникума избрал своим директором Анатолия Владимировича Зиновьева, успешно руководившего учебным заведением последующие 22 года.
29 октября 1991 года приказом Министерства связи РФ Ставропольский электротехникум связи преобразован в колледж связи имени Владимира Александровича Петрова.
1 августа 1996 года. Поволжский институт информатики, радиотехники и связи (Самара) по инициативе директора ОАО «Электросвязь» Виктора Ивановича Кузьминова и директора СКС Анатолия Владимировича Зиновьева открыл на базе колледжа связи учебно-консультационный пункт (филиал) и осуществляет первый прием абитуриентов. Впоследствии вводится трехступенчатая система подготовки специалистов: техникум, колледж, филиал Поволжской Государственной Академии телекоммуникаций и информатики (ныне университет).
В 1997 году открыт вычислительный центр. В настоящее время в нём два отдела: отдел информации и технический отдел.
Примерно в это же время по инициативе А. В. Зиновьева и его заместителя по учебной работе Виктора Шотаевича Цверава, а также Михаила Константиновича Терёхина в колледже открыты новые специальности: 2203 — программное обеспечение вычислительной техники; 0601 — экономика и бухгалтерский учёт; 2014 — техническое обслуживание и ремонт радиоэлектронной техники. Впоследствии специальность 2203 поменялась на 230105 «Программное обеспечение вычислительной техники и автоматизированных систем» а в настоящее время это специальность изменили на 230115 «Программирование в компьютерных системах (базовый уровень)» хотя в разговоре старое название как и его сокращение «ПОВ» используется по сей день.
В 2010 году коллектив сотрудников Ставропольского колледжа связи представлен на доске Почета Ленинского района города Ставрополя — 2010.
22 июля 2011 года колледж сменил своё название с ГОУ СПО «СКС» на ФГОБУ СПО «СКС».
25 октября 2012 года на базе Ставропольского колледжа связи состоялось открытие авторизованного учебного центра компании D-Link.
15 января 2013 года исполняется 100 лет со дня рождения основателя Ставропольского колледжа связи В. А. Петрова.
7 мая 2013 года состоялось торжественное открытие музея истории связи, мемориальной доски, посвященная 100-летию со дня рождения В. А. Петрова — первого директора колледжа, торжественное собрание, посвященное Дню связи и Дню Победы.

## Специальности
Ставропольский колледж связи — государственное бюджетное профессиональное образовательное учреждение 
- 09.02.07 "Информационные системы и программирование"
- 11.02.17 "Разработка электронных устройств и систем"
- 11.02.15 "Инфокоммуникационные сети и системы связи"
- 13.02.12 "Электрические станции, сети, их релейная защита и автоматизация"

## Дополнительное образование
- Профессиональная подготовка:
  - 14614 «Монтажник приборов и аппаратуры автоматического контроля, регулирования и управления»
  - 16199 «Оператор электронно-вычислительных и вычислительных машин»
- Профессиональная переподготовка:
  - «Специалист по обслуживанию телекоммуникаций»

## Инфраструктура
Учебно-лабораторная база:
- 32 лаборатории
- 9 учебных мастерских
- 20 компьютерных классов
- Библиотека с читальным залом
- Спортивно-оздоровительный комплекс
- Общежитие
- База отдыха в п. Архипо-Осиповка

## Выпуск
В колледже обучаются студенты по очной и по заочной форме обучения.  

## Руководители
- Герой Советского Союза Петров Владимир Александрович
- Бондарчук Евгений Васильевич
- Зиновьев Анатолий Владимирович
- Найденко Владимир Сергеевич
- Кутепов Андрей Константинович
- Кувалдин Павел Георгиевич
- Черторевский Герман Ефимович
- Секацкая Галина Александровна

## События
- 28 ноября 2008 г. — Семинар Яндекс.Директ а по интернет-рекламе
- С 27 по 30 марта 2009 г. — Второе участие СКС в престижной открытой олимпиаде ЮФУ по программированию в ТТИ ЮФУ (г. Таганрог). Студенты впервые завоёвывают 2 бронзовых медали.[2]
- 24 мая 2009 г. — Крупнейшая российская конференция Linux Install Fest 2009 / Stavropol[3]
- 29 октября 2009 г. — Семинар: Решения 3М для строительства сетей FTTx / PON[4]
- с 16 по 18 марта 2010 г. — VI Олимпиада по информационным технологиям среди студентов учебных заведений Федерального агентства связи в Ростове-на-Дону. Студенты СКС заняли 3-е место.[5]
- с 24 по 28 мая 2010 г. — XIII Спартакиада среди средних специальных учебных заведений федерального агентства связи РФ — одно из самых массовых и грандиозных спортивных студенческих мероприятий года в учебных заведениях связи России.[6]
- с 19 по 22 апреля 2011 г. — Финальные соревнования XIV Всероссийской Олимпиады по информационным технологиям среди студентов учебных заведений Федерального агентства связи.[7]
- 25 Сентября 2011 г. — Linux Install Fest 2011 / Stavropol[8]
- 3 Ноября 2011 г. — студенческий чемпионат «Собери компьютер» от компьютерного магазина IMANGO при поддержке компании Gigabyte Technology
- 12 июня 2012 г. В рамках дня Российской почты в колледже связи состоялось праздничное открытие доски почета сотрудникам Почты России[9]
- 25 октября 2012 года на базе Ставропольского колледжа связи состоялось открытие авторизованного учебного центра компании D-Link.[10]
- 10 октября 2012 года В Ставропольского колледжа связи состоялся слет волонтеров со всех регионов Северо-Кавказского федерального округа.[11]